# Terry Brands

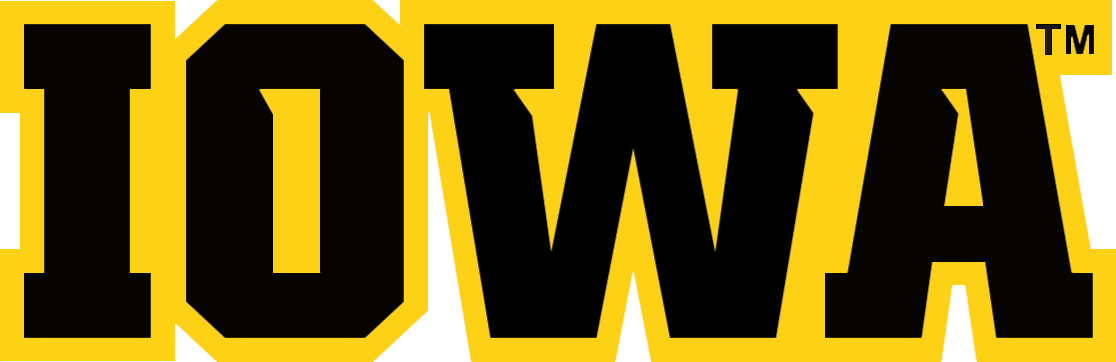
Zawodnik Iowa Hawkeyes

Terry Michael Brands (ur. 9 kwietnia 1968) – amerykański zapaśnik w stylu wolnym. Brązowy medalista Igrzysk w Sydney 2000 w kategorii do 58 kg. Dwukrotny złoty medalista mistrzostw świata w 1993 i 1995. Złoty medalista igrzysk panamerykańskich z 1995 roku. Triumfator Pucharu Świata w 1994 i 1995.
Zawodnik Sheldon High School z Sheldon i University of Iowa. Trzy razy All-American (1990–1992) w NCAA Division I, pierwszy w 1990 i 1992; drugi w 1991 roku, trzykrotnie mistrzostwo w Big Ten (1990-1992).
Jego brat Tom Brands został złotym medalistą Igrzysk w Atlancie 1996.